# Alojz Benac
Alojz Benac (* 20. Oktober 1914 in Plehan bei Derventa; † 6. März 1992 in Sarajevo) war ein jugoslawischer Archäologe und Historiker.

## Leben
Benac besuchte Schulen in Vinkovci, Derventa, Visoko und Zagreb. Er studierte Klassische Philologie und Archäologie an der Universität Belgrad. 1951 wurde er mit einem Thema zur Butmir-Kultur promoviert. Bei Beginn des Zweiten Weltkriegs arbeitete er als Gymnasiallehrer in Vranje (1939/1940) und Mostar (1940–1943). Ab 1943 war er im Widerstand gegen die deutsche Besatzung tätig.
Zeitweilig im Bildungsministerium in Sarajevo beschäftigt, arbeitete er ab 1947 im Nationalmuseum von Bosnien und Herzegowina, wo er die prähistorische und archäologische Abteilung von 1957 bis 1968 leitete. Im Jahr 1964 begann er Archäologie an der Universität Sarajevo zu unterrichten, an der er von 1968 bis 1978 als Professor Archäologie und Geschichte der Antike lehrte. Als Gastprofessor lehrte er prähistorische Archäologie an der Universität Zadar (1962–1965); 1965 leitete er eine Veranstaltung zur Geschichte des Balkans an der Universität Münster.
Seine Forschungen konzentrierten sich vor allem auf die Jungsteinzeit und die Bronzezeit des westlichen Balkans und insbesondere Bosniens. Hinzu kam die Ethnogenese der Illyrer sowie die Wanderungen von Indoeuropäern. Benac leitete eine Reihe von Ausgrabungen, vor allem der Butmir- und Vučedol-Kultur. Er beschäftigte sich aber auch mit Fragen der Chronologie der Bronze- und Eisenzeit der illyrischen Kultur oder mittelalterlicher Grabsteine in Bosnien.
Benac gründete das Zentrum für Balkanstudien der Wissenschaftlichen Gesellschaft in Bosnien und Herzegowina, deren Generalsekretär er von 1971 bis 1977 sowie Präsident bis 1981 er war. Er war Präsident der Jugoslawischen Archäologischen Gesellschaft in den Jahren 1953 und 1954. Seit 1956 war er ständiges Mitglied des Conseil Permanent der Union Internationale des Sciences Préhistoriques et Protohistoriques (U.I.S.P.P.); und im Jahr 1977 der 1963 in Bukarest gegründeten Association Internationale d'Etudes Sud-Est Européen. Zudem war er Mitglied im Florentiner Istituto Italiano di Preistoria e Protostoria sowie seit 1958 im Deutschen Archäologischen Instituts. Ab 1982 war er Chefredakteur der Enciklopedija Jugoslavije.

## Schriften (Auswahl)
- Radimlja, Sarajevo 1950.
- Radimlja (Srednjevjekovni nadgrobni spomenici Bosne i Hercegovine, Sveska I). Izdanje zemaljskog museja, Sarajevo 1950.
- Široki Brijeg (Srednjevjekovni nadgrobni spomenici Bosne i Hercegovine, Sveska III). Izdanje zemaljskog museja, Sarajevo 1952.
- Prehistorijsko naselje Nebo i problem butmirske kulture, Ljubljana 1952.
- mit Dimitrije Sergejevski, Đoka Mazalić: Kulturna istorija Bosne i Hercegovine, Sarajevo 1955.
- mit Oto Bihalji-Merin: Steine der Bogomilen, 1964.
- Stećci, Beograd 1967.
- Neolitsko naselje u dolini Bile, in: Glasnik Zemaljskog Muzeja Bosne i Hercegovine u Sarajevu (GZM) 8, 1953.
- Crvena Stijena – stratum I–IV, GZM 12, 1957.
- Zelena Pecina, GZM 12, 1957.
- Pivnica kod Odžaka i neki problemi kostolacke kulture, GZM 17, 1962.
- Obre II – Neolitsko naselje butmirske grupe na Gornjem polju. Glasnik 26 (1971) 5–300. (zur Butmir-Kultur)
- Obre I, GZM 27/28, 1972–1973.